# Piatti roventi - Pitura Freska Sound System
Piatti Roventi - Pitura Freska Sound System è il secondo album di remix dei Pitura Freska, pubblicato nel 1999.

## Il disco
L'album contiene remix di Massimo Zennaro, Marco Valentini Dj e Dj Gusmatti di brani dei Pitura Freska. All'album è seguita la tournée Piatti Roventi - il Sound System dei Pitura Freska.

## Tracce
1. Dottore (Makossa ti vol remix)
2. Picinin (Trip baby hop remix)
3. Parti (Voo Doo Phunk remix)
4. Pin Floi (Atmosphere 98 remix)
5. Crudele (Hip hop 98 remix)
6. Libera Sion (DJ Gusmatti remix)
7. Papa nero (Chemical Papa remix)
8. Me gusta la cubista (Dub Hop remix)
9. Ridicoli (In swing we trust remix)
10. Marghera (Flag Bros. remix)
11. Com'è bello far l'amore (Pop remix)
12. Tutti contro tutti (DJ Gusmatti remix)
13. Olanda (Virtual jungle remix)
14. Sarìa bèo (Solare remix)

## Formazione
- Sir Oliver Skardy - voce
- Francesco Duse - chitarra
- Marco Forieri - sassofono
- Valerio Silvestri - tromba